# Old Gringo
Pour plus de détails, voir Fiche technique et Distribution.
Old Gringo (titre original : Old Gringo) est un film américain de Luis Puenzo, sorti en 1989.

## Fiche technique
- Titre : Old Gringo
- Réalisation : Luis Puenzo
- Scénario : Aída Bortnik et Luis Puenzo, d'après le roman Gringo Viejo de Carlos Fuentes
- Production : Lois Bonfiglio et David Wisnievitz (producteur exécutif)
- Société de production : Columbia Pictures et Fonda Films
- Distribution : Columbia Pictures
- Musique : Lee Holdridge
- Photographie : Félix Monti
- Montage : William M. Anderson (en), Glenn Farr et Juan Carlos Macías
- Direction artistique : Scott Ritenour	et Jorge Sainz
- Création des décors : Bruno Rubeo et Stuart Wurtzel
- Décorateur de plateau : Tessa Davies
- Création des costumes : Enrico Sabbatini
- Pays de production : États-Unis
- Langue : Anglais
- Genre : Aventure
- Format : Couleurs - Son : Dolby
- Durée : 119 minutes
- Date de sortie : 
  - France : 27 septembre 1989
  - États-Unis : 6 octobre 1989

## Distribution
- Jane Fonda : Harriet Winslow
- Gregory Peck (VF : Jean-Claude Michel) : Ambrose Bierce
- Jimmy Smits : Général Tomas Arroyo
- Patricio Contreras : Colonel Frutos Garcia
- Jenny Gago : La Garduna
- Gabriela Roel : La Luna
- Sergio Calderón : Zacarias
- Guillermo Ríos : Monsalvo
- Jim Metzler : Ron
- Samuel Valadez De La Torre : Consul Saunders
- Anne Pitoniak : Mme Winslow
- Pedro Armendáriz Jr. : Pancho Villa
- Stanley Grover : Général Saunders
- Josefina Echánove : Clementina
- Pedro Damián : Capitaine Ovando